# Campeonato de Peladas do Amazonas
O Campeonato de Peladas do Amazonas, conhecido popularmente como Peladão, é o maior campeonato de futebol amador do Brasil, disputado anualmente desde 1973, e organizado pela Rede Calderaro de Comunicação (RCC).

## Campeonato
No ano de 2016, o time 3B venceu o Nilton Lins na final do Futebol Feminino. Já no masculino, o vencedor foi o T5 Jamaica, que na final derrotou por 3 x 1 o Vila Mamão.
No ano de 2017, com 17 a 16 nos pênaltis, o time Amigos da Cidade Nova vence o Unidos da Alvorada em uma final eletrizante no Peladão masculino.
No ano de 2018, dez anos depois, o Unidos do Alvorada se tornou bicampeão do maior campeonato de Peladas do mundo, após vitória tensa por 3 a 1 nos pênaltis contra o time Amigos da Betânia na final do Peladão masculino.
No Peladão feminino, por 1 a 0, o Salcomp vence o Grêmio do Parque Dez e é campeão de 2019. Já no Peladão masculino 2019, na final do dia 28/12/2019, que encerrou a competição, o Amigos da Betânia derrotou Os Abençoados por 3 a 1 e conquistou a categoria Principal do Peladão pela primeira vez. Júnior Neymar, Júnior Negão e Delciney marcaram os gols. A taça foi entregue por Quézia Barros, campeã do "A Bordo - O Reality" e rainha do Peladão do ano de 2019.

## Rainha do Peladão (A Bordo - O Reality)
Uma história cercada de beleza, glamour e sonhos, o concurso de Rainha do Peladão, realizado desde 1972, sempre mexeu muito com o imaginário das moças amazonenses que mobilizam não só os times que representam, como também as famílias e todo o bairro, em busca do título de campeã nas quatro linhas e na passarela.
De 1973 para cá, mais de 40 rainhas dos mais variados tipos físicos, foram eleitas, representando times de todos os cantos da cidade. Em uma história onde o item mais visado é a beleza plástica das candidatas, também é possível notar que, independente da época e de ser alta, baixa, loira, morena, magrinha ou de formas curvilíneas, um predicado é fundamental e faz toda a diferença no momento em que os jurados escolhem uma Rainha do Peladão.
Em 2012, com novo formato, o concurso de rainha passou a ser um reality show chamado "Peladão a Bordo - O Reality". Em 2019 com mais algumas mudanças, seu nome e diversas novidades, o reality que coroa a Rainha do Peladão, estreou na tela da TV A Crítica com um novo nome, "A Bordo - O Reality", e com muitas novidades. O reality é a sensação da região, as candidatas ficam confinadas em um iate super luxuoso as margens do Rio Negro, um pouco afastadas da cidade e sem contato nenhum como o mundo exterior. É sempre exibido de segunda a sábado, às 22h (horário de Brasília) no final do ano (entre novembro e dezembro), na TV A Crítica em 16 estados do Brasil, e também ao vivo pelo YouTube. Na grande final, a campeã leva o prêmio de 30 mil reais, que agora é de 50 mil reais, e o título de Rainha do Peladão.
Nathália Nascimento apresentou o programa durante 10 temporadas, entre os anos de 2012 até 2021. Atualmente, o reality show é apresentado por Naiandra Amorim.

### Participantes
| Temporada                | Finalistas         | Finalistas               | Finalistas               | Finalistas    | Outras participantes em ordem de eliminação | Time da Rainha                   | Total   | Notas  |
| Temporada                | Vencedora (Rainha) | 2.º Lugar (1.ª Princesa) | 3.º Lugar (2.ª Princesa) | 4.º Lugar     | Outras participantes em ordem de eliminação | Time da Rainha                   | Total   | Notas  |
| ------------------------ | ------------------ | ------------------------ | ------------------------ | ------------- | --- | -------------------------------- | ------- | ------ |
| Peladão A Bordo 1 (2012) | Juliana Soares     | Tatiane Reis             | Fernanda Brito           | Final Tripla  | Ádria Ferreira • Jucilene Oliveira • Rayane Matos • Cristiane Ferreira • Rayana Nayra • Thamires Santos • Fabíola Antonaccio • Jéssica Lima • Rayane Martins                                                                     | ASA Futebol Clube                | 12      | [ 11 ] |
| Peladão A Bordo 2 (2013) | Brenda Carioca     | Taila Araújo             | Jéssyca Cristina         | Final Tripla  | | Sociedade Personal Futebol Clube | 12      | [ 12 ] |
| Peladão A Bordo 3 (2014) | Taila Araújo       | Jéssica Lima             | Maylin Menezes           | Final Tripla  | Kerolaine Queiroz • Géssica Santos • Brígida Matos • Millany Trindade • Thais • Brena Melo • Jéssyca Gomes • Gerlane Hanke • Joicymara Nascimento                                                                                | Unidos da Cidade Nova            | 12      | [ 13 ] |
| Peladão A Bordo 4 (2015) | Brena Dianná       | Juliana Malveira         | Audrey Silveira          | Final Tripla  | Danielly Almeida • Poliane Freitas • Thaís Bergamini • Chayra Danielly • Kedma Araújo • Maylin Menezes • Tatiane Reis • Joicymara Nascimento • Sarah Andrade                                                                     | Unidos de Petrópolis             | 12      | [ 14 ] |
| Peladão A Bordo 5 (2016) | Thaís Bergamini    | Emily Moisa              | Renata Penha             | Final Tripla  | Larissa Lopes • Raíssa Sousa • Jaqueline Fernandes • Kelly Rodrigues • Ionara Cristine • Vanessa Costa • Arislene Lima • Kedma Araújo • Brenda Franco                                                                            | Amigos do Parque Santa Etelvina  | 12      | [ 15 ] |
| Peladão A Bordo 6 (2017) | Juliana Malveira   | Juliana Larrat           | Chayra Danielly          | Sarah Andrade | Erika Lopes • Ianca Marques • Eduarda Santos • Nathália Sousa • Nívea Chaves • Patrícia Magno • Leilane Oliveira • Sandy Salum • Arleane Marques                                                                                 | Vila Mamão                       | 13      | [ 16 ] |
| Peladão A Bordo 7 (2018) | Isabelle Nogueira  | Juliana Larrat           | Final Dupla              | Final Dupla   | Jaíza Bohadana • Amanda Roxane • Eduarda Müller • Janaína Cazemiro • Rayane Rodrigues • Audrey Silveira • Kethellen Avelino • Hellen Karla • Suevylen Maurício • Brenda Franco • Beatriz Torres • Rayssa Santos                  | Jacaré Futebol Clube             | 14      | [ 17 ] |
| A Bordo 8 (2019)         | Quézia Barros      | Arleane Marques          | Stephany Vilaça          | Final Tripla  | Ana Karla Petit • Rayana Rebeca • Renata Monique • Giovanna Alencar • Thays Santos • Bianca Márquez • Jamine Barão • Camila Rodrigues • Fabiana Teles • Nathália Luana • Déborah Rodrigues • Nathália Sousa • Isabella Valentina | Caça Barca União e Fé            | 16      | [ 18 ] |
| A Bordo 9 (2020)         | Sandy Brasil       | Érika Macedo             | Ana Paula Campos         | Final Tripla  | Bárbara Montello • Arislene Lima • Mayra Eduarda Faray • Jéssyca Menezes • Maria Gabriela Vieira • Érica Castro • Camila Luana • Leidy Keron • Caroline Hamilka • Jaqueline Fernandes • Karla Noely                              | Bayern do Aleixo FC              | 14      | [ 19 ] |
| A Bordo 10 (2021)        | Djidja Cardoso†    | Fernanda Santos          | Thamires Soares          | Final Tripla  | Lorena Carioca • Hellen Karla • Isabelly Fernandes • Elizabeth Falcão • Karla Noely • Stephany Vilaça • Renata Penha • Edellen Mirella • Bárbara Santos • Leilane Oliveira                                                       | Monauaras FC                     | 13      | [ 20 ] |
| A Bordo 11 (2022)        | Mariana Barroso    | Ane Santana              | Carla Freitas            | Final Tripla  | Yariangel Cariaco • Victória Galeski • Eduarda Faray • Willy Sandra • Nathalia Acácia • Bruna Maria • Elaine Gomes • Viviane Rocha • Layane Castro • Bruna Gomes • Nicoly Silva                                                  |                                  | 14      | [ 21 ] |
| A Bordo 12 (2023)        | Nathália Camargo   | Pamela Caroline          | Aianny Lasmar            | Final Tripla  | Daniely Lopes • Ingrid Lima • Maria Esther • Luana Alfaia • Kethly Gomes • Daniela Cavalcante • Gisela Carvalho • Jade Patrícia • Maria Laura • Suzana Martins • Ana Clara Camacho • Géssica Costa                               |                                  | 15      | [ 24 ] |
| A Bordo 13 (2024)        | Yrla Duanne        | Allyce Campelo           | Paloma Libório           | Final Tripla  | Larissa Moreira • Gabrielle Franzotti • Julia Pacheco • Rayellee Silva • Gabriela Garcia • Daniela Freitas • Iamim Colzin • Elis Daiana • Caroline Bomfim • Lia Tavares • José Falcone & Luiz Phillipe                           |                                  | 13 (+2) | [ 25 ] |

### Curiosidades
- Taila Araújo, Thaís Bergamini e Juliana Malveira são as únicas ex-participantes que voltaram a competição numa segunda chance e venceram suas edições. Todas as outras ex-participantes que retornaram a competição, foram eliminadas novamente.

- Yrla Duanne é a vencedora com a maior aprovação do público: 62,91% dos votos.

- Nathália Camargo é a vencedora com a menor aprovação: 35,05% dos votos.

- Nathália Camargo também foi a primeira ganhadora vindo de fora de Manaus e do estado de Amazonas, respectivamente.

- A rondoniense Nathália Camargo foi eleita vencedora em 21 de dezembro de 2023. Minutos após o resultado de sua vitória, a também rondoniense Jaquelline Grohalski foi consagrada campeã de A Fazenda 15.[26]

- Djidja Cardoso venceu a final mais acirrada na história do reality. Ela disputou o prêmio com  Fernanda Santos e Thamires Soares, vencendo com uma diferença de apenas 1,4% dos votos a mais que Fernanda.

- O 2.º lugar mais disputado foi entre Aianny Lasmar e Pamela Caroline. Pamela se tornou a 1.ª Princesa com uma diferença de apenas 0,51% dos votos para Aianny.

- Toda edição conta com um número de aproximadamente 12 até 16 candidatas à disputa pelo título de Rainha do Peladão.

- As finais são quase sempre triplas, com exceção do Peladão A Bordo 2017, que teve uma final quádrupla, e o Peladão A Bordo 2018, onde a final foi dupla. Juliana Larrat esteve presente nas duas finais, sendo vice-campeã em ambas edições consecutivas.

- Durante as temporadas, tivemos até agora 3 desistências (Audrey Silveira em 2018, Giovanna Alencar em 2019 e Luana Alfaia em 2023) e 1 expulsão (Ingrid Lima em 2023) no total. Audrey inclusive já havia participado do Peladão A Bordo 2015, sendo a 3.ª colocada daquela edição.

- A partir da temporada de 2024, candidatas de todas as regiões do Brasil, e não apenas dos estados do Norte, têm a chance de serem escolhidas para a competição.

- Devido a pandemia, no A Bordo 2020 nenhuma jurada escolheu quem iriam ser as finalistas/semifinalistas, e a decisão ficou totalmente nas mãos do público, diferentemente das temporadas anteriores.

- No programa existe a Boia falsa, que é quando uma participante é eliminada de mentira no jogo. Um exemplo disso é a Boia com eliminação dupla entre Aianny Lasmar, Daniela Cavalcante, Gisela Carvalho e Nathália Camargo no A Bordo 2023. Daniela foi eliminada de verdade, enquanto a favorita do público para ficar, Aianny, foi "eliminada" em seguida e depois voltou durante uma festa como Comandante.

- Pela primeira vez na história, no A Bordo 2024, homens tiveram a chance de entrar como tripulantes. Logo depois da Boia relâmpago de Rayellee, uma votação foi aberta para decidir se José Falcone e Luiz Phillipe entrariam ou não no programa. No dia seguinte, ambos foram escolhidos pelo público com 66,60% dos votos para entrar no jogo, porém não podendo concorrer ao mesmo prêmio disputado pelas meninas. Ambos ficaram no iate durante seis dias, saindo logo após as últimas eliminações da edição, faltando apenas um dia da final.[27]

- Isabelle Nogueira, vencedora do Peladão A Bordo 2018, quebrou o padrão de campeãs estarem usando vestido azul no dia da final. A 'Cunhã' estava com vestido vermelho, enquanto Juliana Larrat estava de azul.

- A 1.ª Boia do A Bordo 2019 foi formada através de uma punição aplicada a Ana Karla Petit, Giovanna Alencar, Nathália Sousa e a futura campeã, Quézia Barros. As meninas foram indicadas automaticamente para uma votação relâmpago onde a menos votada pelo público saíria no final do episódio. Ana Karla Petit foi a eliminada.

- Antes de vencer o reality, a Quézia Barros teve que ficar confinada durante 2 meses, na época havia ficado grávida, sendo assim mãe de um bebê de apenas 6 a 8 meses.

- Sandy Brasil, vencedora do A Bordo 2020, demonstrou querer desistir no ao vivo após sobreviver a 1.ª Boia da edição, deixando todos surpresos. No episódio seguinte, foi revelado que a participante conversou com a produção e resolveu continuar no jogo.[28]

- A vencedora do A Bordo 2022, Mariana Barroso, quase foi eliminada na 1.ª Boia da temporada. A diferença dela para Yariangel Cariaco foi de apenas 0,13% dos votos.

- Mayra Eduarda Faray foi a 3.ª eliminada nas duas edições em que participou, saindo com a mesma porcentagem em ambas as temporadas (23% cravados em 2020 e 22,90% dos votos em 2022).

- O público sempre precisa votar para salvar sua candidada favorita da Boia, e nunca para eliminar alguma das participantes.

- A Rainha do Peladão de 2001, Priscilla Meirelles venceu o tradicional concurso de rainha de peladas. Em seguida sendo aclamada como Miss Amazonas Globo e venceu o concurso que foi realizado em Brasília. Retornando para Manaus com seu título de Miss Brasil Globo 2004. No mesmo ano Priscilla foi aclamada como Beleza do Amazonas no Miss Amazonas Terra, concurso realizado na cidade de Belo Horizonte, MG. Priscilla foi coroada como Miss Brasil Terra. Representou o Brasil no Miss Terra 2004 levando a coroa e fazendo carreira em Manila, nas Filipinas.

- A Rainha do Peladão de 2015, Brena Dianná, tornou-se Miss Amazonas 2016 no ano de 2016.

- A Rainha do Peladão de 2012, Juliana Soares, tornou-se Miss Amazonas 2017 no ano de 2017.

- A Rainha do Peladão de 2016, Thaís Bergamini tornou-se Miss Brasil Terra 2020 no ano de 2020.

- Rayssa Santos, 2.ª Princesa do Peladão A Bordo de 2018, participaria do reality show The Circle Brasil no ano de 2020, sendo a vice-campeã desta temporada.

- Kethellen Avelino, também do Peladão de 2018, participaria do reality show Brincando com Fogo: Brasil no ano de 2021.

- A Rainha do Peladão de 2018, Isabelle Nogueira, participaria do reality show Big Brother Brasil 24 no ano de 2024, como uma das 6 candidatas as vagas do "Puxadinho", e posteriormente como participante oficial, após ser escolhida com 60,22% dos votos. É a terceira vez que uma participante do A Bordo de 2018 participa de outro reality.[29] Coincidentemente, ambas faziam parte do mesmo grupo de amigas dentro do iate ao lado de Brenda Franco e Eduarda Müller. Durante a competição, Isabelle precisou enfrentar 7 paredões, voltando do primeiro com 61,02% para ficar.[30][31][32][33][34][35][36] Além de ter entrado junto com Davi Brito e ter sido sua principal aliada ao longo do jogo, contrariando a opinião da maioria da casa, Nogueira também chegou à final ao lado dele e do affair Matteus Amaral.[37][38] Isabelle ficou em 3.º lugar com 14,98%.[39]

- A Rainha do Peladão de 2021, Djidja Cardoso, empresária e ex-sinhazinha do Boi Garantido, foi encontrada morta dia 28 de maio de 2024, dentro de sua própria casa, em Manaus. A principal suspeita é que ela teve uma overdose de cetamina. Ela, a mãe e o irmão já eram investigados há mais de um mês por envolvimento em um grupo religioso que forçava o uso da droga para alcançar uma falsa plenitude espiritual.[40]

- A 1.ª Princesa do A Bordo 2019, Arleane Marques, participaria do reality show Big Brother Brasil 25 no ano de 2025, entrando em dupla com o seu marido Marcelo.[41][42] O casal foi a 1.ª dupla eliminada da competição com 55,95% dos votos, após disputarem o 1.º paredão da temporada contra Diogo Almeida & Vilma (36%), e Edilberto & Raíssa Simões (8,05%).[43]

### Maiores porcentagens para vencer
| #  | Edição | Resultados da Votação                | Resultados da Votação               | Resultados da Votação               | Resultados da Votação               | Resultados da Votação               | Ref.   |
| -- | ------ | ------------------------------------ | ----------------------------------- | ----------------------------------- | ----------------------------------- | ----------------------------------- | ------ |
| 1  | 2024   | Yrla Duanne 62,91% para vencer       | Allyce Campelo 20,33% para vencer   | Allyce Campelo 20,33% para vencer   | Paloma Libório 16,76% para vencer   | Paloma Libório 16,76% para vencer   | [ 25 ] |
| 2  | 2014   | Taila Araújo 56,95% para vencer      | Jéssica Lima 30,60% para vencer     | Jéssica Lima 30,60% para vencer     | Maylin Menezes 12,45% para vencer   | Maylin Menezes 12,45% para vencer   | [ 13 ] |
| 3  | 2020   | Sandy Brasil 56,41% para vencer      | Érika Macedo 23,20% para vencer     | Érika Macedo 23,20% para vencer     | Ana Paula Campos 20,39% para vencer | Ana Paula Campos 20,39% para vencer | [ 19 ] |
| 4  | 2017   | Juliana Malveira 54,96% para vencer  | Juliana Larrat 21,77% para vencer   | Chayra Danielly 16,93% para vencer  | Chayra Danielly 16,93% para vencer  | Sarah Andrade 6,34% para vencer     | [ 16 ] |
| 5  | 2018   | Isabelle Nogueira 54,41% para vencer | Juliana Larrat 45,59% para vencer   | Juliana Larrat 45,59% para vencer   | Juliana Larrat 45,59% para vencer   | Juliana Larrat 45,59% para vencer   | [ 17 ] |
| 6  | 2012   | Juliana Soares 53,59% para vencer    | Tatiane Reis 25,41% para vencer     | Tatiane Reis 25,41% para vencer     | Fernanda Brito 21% para vencer      | Fernanda Brito 21% para vencer      | [ 11 ] |
| 7  | 2015   | Brena Dianná 52,02% para vencer      | Juliana Malveira 30,23% para vencer | Juliana Malveira 30,23% para vencer | Audrey Silveira 15,75% para vencer  | Audrey Silveira 15,75% para vencer  | [ 14 ] |
| 8  | 2019   | Quézia Barros 49,42% para vencer     | Arleane Marques 30,03% para vencer  | Arleane Marques 30,03% para vencer  | Stephany Vilaça 20,55% para vencer  | Stephany Vilaça 20,55% para vencer  | [ 18 ] |
| 9  | 2016   | Thaís Bergamini 47,80% para vencer   | Emily Moisa 30,75% para vencer      | Emily Moisa 30,75% para vencer      | Renata Penha 21,45% para vencer     | Renata Penha 21,45% para vencer     | [ 15 ] |
| 10 | 2021   | Djidja Cardoso† 43,6% para vencer    | Fernanda Santos 42,2% para vencer   | Fernanda Santos 42,2% para vencer   | Thamires Soares 14,2% para vencer   | Thamires Soares 14,2% para vencer   | [ 20 ] |
| 11 | 2013   | Brenda Carioca 41,38% para vencer    | Taila Araújo 32,74% para vencer     | Taila Araújo 32,74% para vencer     | Jéssyca Cristina 25,88% para vencer | Jéssyca Cristina 25,88% para vencer | [ 12 ] |
| 12 | 2022   | Mariana Barroso 40,60% para vencer   | Ane Santana 31,55% para vencer      | Ane Santana 31,55% para vencer      | Carla Freitas 27,85% para vencer    | Carla Freitas 27,85% para vencer    | [ 21 ] |
| 13 | 2023   | Nathália Camargo 35,05% para vencer  | Pamela Caroline 32,73% para vencer  | Pamela Caroline 32,73% para vencer  | Aianny Lasmar 32,22% para vencer    | Aianny Lasmar 32,22% para vencer    | [ 24 ] |

### Outras aparições
Além de participarem do Peladão A Bordo, algumas das participantes passaram a competir em outros reality shows.
| Participante      | Edição A Bordo | Colocação               | Reality show               | Temp. | Colocação                 |
| ----------------- | -------------- | ----------------------- | -------------------------- | ----- | ------------------------- |
| Rayssa Santos     | 7              | Eliminada – 3.º lugar   | The Circle Brasil          | 1     | Vice-Campeã – 2.º lugar   |
| Kethellen Avelino | 7              | Eliminada – 8.º lugar   | Brincando com Fogo: Brasil | 1     | Participante – Original   |
| Isabelle Nogueira | 7              | Vencedora – 1.º lugar   | Big Brother Brasil         | 24    | Finalista – 3.º lugar     |
| Arleane Marques   | 6              | Eliminada – 5.º lugar   | Big Brother Brasil         | 25    | Eliminada – 23–24.º lugar |
| Arleane Marques   | 8              | Vice-Campeã – 2.º lugar | Big Brother Brasil         | 25    | Eliminada – 23–24.º lugar |